# The Wild, the Innocent and the E Street Shuffle
The Wild, the Innocent & the E Street Shuffle —en español: El salvaje, el inocente y el baile de la calle E— es el segundo álbum de estudio del músico estadounidense Bruce Springsteen, publicado por la compañía discográfica Columbia Records en septiembre de 1973. El álbum, descrito por la web Allmusic como «uno de los mejores discos en la historia del rock and roll», incluyó «Rosalita (Come Out Tonight)», la canción más utilizada por la E Street Band para cerrar los conciertos en sus primeros diez años de vida.
Al igual que Greetings from Asbury Park, N.J., el álbum fue bien recibido por la prensa musical, aunque mantuvo el escaso impacto comercial de su predecesor. Sin embargo, después de que Springsteen lograse un mayor éxito comercial con Born to Run, varias canciones del álbum obtuvieron una mayor difusión comercial en radio. 
En 2003, The Wild, the Innocent and the E Street Shuffle fue situado en el puesto 132 de la lista de los 500 mejores discos de todos los tiempos, elaborada por la revista musical Rolling Stone. El 7 de noviembre de 2009, Springsteen interpretó el álbum completo por primera vez en concierto en el Madison Square Garden de Nueva York, durante la gira de promoción de Working on a Dream

## Historia
El nombre de E Street Band procede de la calle en la que vivía David Sancious en Belmar (Nueva Jersey). La fotografía de la contraportada, que incluye a los seis miembros del grupo frente a una puerta, fue tomada en una tienda de antigüedades en Sairs Avenue, en Long Branch (Nueva Jersey).

## Recepción
Tras su publicación, The Wild, the Innocent and the E Street Shuffle obtuvo generalmente buenas reseñas de la prensa musical y fue calificado en el libro The Rolling Album Guide como el «primer triunfo» de Springsteen, a pesar de su escaso éxito comercial. La web Allmusic calificó el álbum con cinco estrellas, calificando la segunda cara del disco como "pieza perfecta de música" y el álbum completo como "uno de los mejores en la historia del rock and roll". Por otra parte, Ken Emerson de la revista musical Rolling Stone escribió que "incluso con un punto débil ocasional o una transición difícil", el álbum "funciona espectacularmente". Robert Christgau calificó el álbum con un A- y definió la música como "un rock and roll vivaz y funky que está demasiado ansioso y estrafalario". Sputnikmusic le otorgó cuatro estrellas y media de un total de cinco y lo describió como "una gran fusión de rock and roll nostálgico y R&B conmovedor".

## Lista de canciones
Todas las canciones escritas y compuestas por Bruce Springsteen. 
| Cara A |                                    |          |  |
| N.º    | Título                             | Duración |  |
| 1.     | «The E Street Shuffle»             | 4:31     |  |
| 2.     | «4th of July, Asbury Park (Sandy)» | 5:37     |  |
| 3.     | «Kitty's Back»                     | 7:10     |  |
| 4.     | «Wild Billy's Circus Story»        | 4:50     |  |

| Cara B |                               |          |  |
| N.º    | Título                        | Duración |  |
| 5.     | «Incident on 57th Street»     | 7:46     |  |
| 6.     | «Rosalita (Come Out Tonight)» | 7:02     |  |
| 7.     | «New York City Serenade»      | 9:56     |  |

## Personal
| Músicos - Bruce Springsteen: voz, guitarra, armónica, bajo, mandolina y maracas - Clarence Clemons: saxofón y coros - Danny Federici: acordeón, teclados, órgano, piano y coros - Vini "Mad Dog" Lopez: batería y coros - David Sancious: clavinet, piano eléctrico, teclados, órgano, piano y saxofón - Garry Tallent: bajo, corno inglés, tuba y coros - Richard Blackwell: conga y percusión - Suki Lahav: coros en «4th of July, Asbury Park (Sandy)» e «Incident on 57th Street» - Albee Tellone: saxofón barítono | Equipo técnico - Teresa Alfieri: diseño - John Berg: diseño - David Gahr: fotografía - Louis Lahav: ingeniero de sonido - Jon Landau: producción musical |

## Posición en listas
| Año  | País           | Lista                | Posición |
| ---- | -------------- | -------------------- | -------- |
| 1973 | Suecia         | Swedish Albums Chart | 34       |
| 1973 | Reino Unido    | UK Album Chart       | 33       |
| 1973 | Estados Unidos | Billboard 200        | 59       |
| 1973 | Australia      | ARIA Albums Charts   | 60       |